# بولا جونز
بولا كوربين جونز (بالإنجليزية: Paula Jones)‏ (ولدت 17 سبتمبر 1966) هي موظفة سابقة من ولاية أركنساس، اشتهرت بعد رفعها لدعوى قضائية على الرئيس الأميركي بيل كلينتون بتهمة التحرش الجنسي. عجّلت قضية بولا جونز من توجيه تهم سوء التصرف لكلينتون (أي تنحيته عن المنصب) في مجلس النواب الأمريكي، وما تبع ذلك من تبرئته في مجلس الشيوخ يوم 12 فبراير عام 1999. جرت مساءلة كلينتون بعد أداءه للقسم حول مونيكا لوينسكي في قضية جونز وأنكر إطلاقاً إقامته لعلاقة جنسية معها، ولكن اتهم كلينتون بالشهادةِ زوراً بعدما كُشِفَ عن أدلةٍ أثبتت إقامته لعلاقة جنسية. كما أدت الدعوة التي رفعتها بولا جونز إلى وصول القضية إلى مسامع المحكمة العليا الأمريكية التي حكمت أن رئيس الولايات المتحدة الحالي غير مستثنى من المقاضاة المدنية عن الأفعال التي يرتكبها خارج إطار منصبه العام.
وكانت المحكمة قد صرفت النظر عن دعوى جونز على أسس افتقارها للأهلية القانونية وجاء ذلك قبل توجيه تهم سوء التصرف لكلينتون وانتشار خبر علاقة لوينسكي بكلينتون. ولكن استأنفت جونز الحكم بعد انكشاف حقيقة علاقته بلوينسكي خلال شهر أغسطس من عام 1998 والأدلة الدامغة التي ظهرت مشيرةً إلى قيام كلينتون بالحنث بيمينه حول علاقته لوينسكي. ومضى استئنافها قدماً بعد إقرار كلينتون بإقامته لعلاقة جنسية مع مونيكا لوينسكي في نفس الشهر.
ودخل كلينتون خلال فترة الاستئناف في تسوية مع جونز تمت خارج المحكمة فوافق على دفع مبلغ 850,000 دولار مقابل إسقاط جونز للدعوى التي أقامتها عليه، واستخدمت جونز معظم هذ المبلغ لدفع رسومها القانونية. قال محامي كلينتون أن الرئيس قام بهذه التسوية لكي يغلق الدعوى إغلاقاً نهائياً وليمضي بحياته. واعتبرت جونز ومحاميها التسوية المالية دليلاً على ذنب كلينتون. وظلت جونز ثابتةً على مزاعمها حول قيام كلينتون بالتحرش بها. وظل كلينتون ينكر الأمر.

## نشأتها
ولدت جونز في لونوكي، بولاية أركنساس. وكانت ابنة كاهن من طائفة كنيسة الناصريين الإنجيلية، وترعرعت داخل تلك الجماعة.

## قضية جونز ضد كلينتون
رفعت بولا جونز وهي موظفة حكومية في ولاية أركنساس دعوى تحرش جنسي في مايو من عام 1994 على الرئيس بيل كلينتون، أدعت فيها أن كلينتون حاول التحرش بها جنسيا أثناء مشاركتها في الاعداد لمؤتمر حزبي، وقالت في دعواها إنها فيما كانت تشارك في الإعداد لمؤتمر للحزب الديموقراطي في أحد فنادق مدينة ليتل روك بإكسيلسوا. ووفقاً لما ورد في الجلسة التي صرفت فيها القاضية سوزان ويبر رايت النظر عن القضية حول ما جرى فإن مساعداً لكلينتون كان قد طلب من جونز الصعود لمقابلته في جناحه، وكان هو عندئذ حاكماً لولاية أركنساس، وعندما فعلت ذلك اعتقاداً منها أنه استدعاها بشأن أمر لآخر يتعلق بالعمل، إلا أنها فوجئت بقيامه بالكشف عن عضوه التناسلي وطلبه منها القيام بممارسة الجنس معه، وتقول جونز إنها رفضت ذلك مؤكدة له أنها ليست من النوع الذي يفعل أشياء من هذا القبيل، فقال لها: «لا أريدُ أن أرغمكِ على أي شيء لا تريدين القيام به» وقام بارتداء بنطاله ولدى مغادرتها الجناح قال لها كلينتون عند الباب: «أنتِ ذكية. دعينا نحتفظ بهذا الأمر سراً.»

### الخلفيات
قالت جونز أنها أبقت حادثة التحرش طي الكتمان حتى عام 1994، وذلك وفقاً لما ذكرته بتاريخ 8 مايو عام 1991، وعندما نشر الصحفي ديفيد بروك قصة فضيحة سياسية مزعومة في مجلة «أميريكان سبيكتيتر» تعود لعام 1990 تحت عنوان (TrooperGate) أن العديد من موظفي أمن ولاية أركنساس قد رتبوا لعلاقات جنسية متبادلة لصالح حاكم الولاية حينها بيل كلينتون وساعدوه على خداع زوجته هيلاري رودهام كلينتون. وهو ما دفع جونز لتقديم دعوى التحرش الجنسي على كلينتون بتاريخ 6 مايو 1994، وسعت للحصول على تعويضات بمبلغ 750,000 دولار.

### الدعوى القضائية الأولية
كانت جونز ممثلة في البداية من قبل جيلبرت ديفيس وجوزيف كاماراتا، وهما محاميان من منطقة واشنطن العاصمة. ثم أصبحت المذيعة المحافظة سياسيا من ولاية كاليفورنيا سوزان كاربنتر ماكميلان المتحدثة الرسمية باسمها. وسعت لتصل قضيتها إلى الصحافة والإعلام، داعية كلينتون بـ«الشوفيني»، و «الكذاب»، و«زير النساء» في لقاء صحفي، وطالبت بالمساواة في مقابلة على برنامج لاري كينغ لايف، قائلةً: «أنا لا أحترمُ الرجلَ الذي يخونُ زوجتَهُ، ويكشفُ عن قضيبِهِ لشخصٍ غريبٍ».

## السياسة
أعلنت جونز في فبراير عام 2016 عن تأيدها لمرشح الحزب الجمهوري دونالد ترامب في انتخابات الرئاسة الأمريكية. وحضرت جونز خلال نفس الأسبوع تجمع انتخابي شعبي لترامب عقد في ليتل روك بولاية أركنساس، وطلبت من ترامب أن يلتقط معها سيلفي. وحضرت جونز مع ترامب مؤتمراً صحفياً في أكتوبر عام 2016، وذلك قبل إجراء المناظرة الرئاسية الثانية مع منافسته المرشحة عن الحزب الديمقراطي هيلاري كلينتون، وضم المؤتمر أيضاً كل من خوانيتا برودريك وكاثلين ويلي اللتان اتهمتا بيل كلينتون بالاعتداء الجنسي عليهما وكاثي شيلتون وهي امرأة تعرضت للاغتصاب على يد رجلان عام 1975 في أركنساس وكانت هيلاري كلينتون آنذاك محامية لأحد هذين الرجلين.

## وصلات خارجية
- قضية جونز ضد كلينتون (وآخرون) (بالإنجليزية)
- بولا جونز على موقع IMDb (الإنجليزية)
- بولا جونز على موقع إن إن دي بي (الإنجليزية)
- بولا جونز على موقع قاعدة بيانات الفيلم (الإنجليزية)